# Портрет Андрея Андреевича Засса
«Портрет Андрея Андреевича Засса» — картина Джорджа Доу и его мастерской, при участии Томаса Райта, из Военной галереи Зимнего дворца.
Картина представляет собой погрудный портрет генерал-майора Андрея Андреевича Засса из состава Военной галереи Зимнего дворца.
Во время Отечественной войны 1812 года полковник Засс был командиром Псковского драгунского полка, отличился в Бородинском сражении, а через несколько дней под Можайском в арьергардном бою был ранен. Во время Заграничных походов 1813 и 1814 годов участвовал в боях в Силезии, Саксонии, Пруссии и Франции, завершил эту кампанию участием во взятии Парижа.
Изображён в генеральском мундире, введённом для кавалерийских генералов 18 августа 1814 года. Слева на груди звезда ордена Св. Анны 1-й степени; на шее крест ордена Св. Владимира 3-й степени; справа на груди крест ордена Св. Георгия 4-го класса, серебряная медаль «В память Отечественной войны 1812 года» на Андреевской ленте и золотой крест за взятие Измаила — этот крест изображён ошибочно вместо золотого креста за взятие Праги. С тыльной стороны картины надпись: Sass 1. Подпись на раме с ошибкой в инициалах: А. П. Засс 2й, Генералъ Маiоръ.
7 августа 1820 года Комитетом Главного штаба по аттестации Засс был включён в список «генералов, заслуживающих быть написанными в галерею» и 14 октября 1826 года император Николай I повелел написать портрет для Военной галереи. Сам Засс в это время постоянно находился в Курске, где командовал 1-й конно-егерской дивизией, и в Санкт-Петербург приехал в декабре 1827 года представляться по случаю производства в генерал-лейтенанты и назначения на должность начальника 2-й кирасирской дивизии. В этот период и состоялась его встреча с Доу, после чего был написан портрет. Гонорар Доу был выплачен 21 июня 1827 года и 15 января 1828 года. Готовый портрет поступил в Эрмитаж 26 апреля 1828 года. Предыдущая сдача готовых портретов была 21 января этого же года, соответственно картина датируется между этими числами.

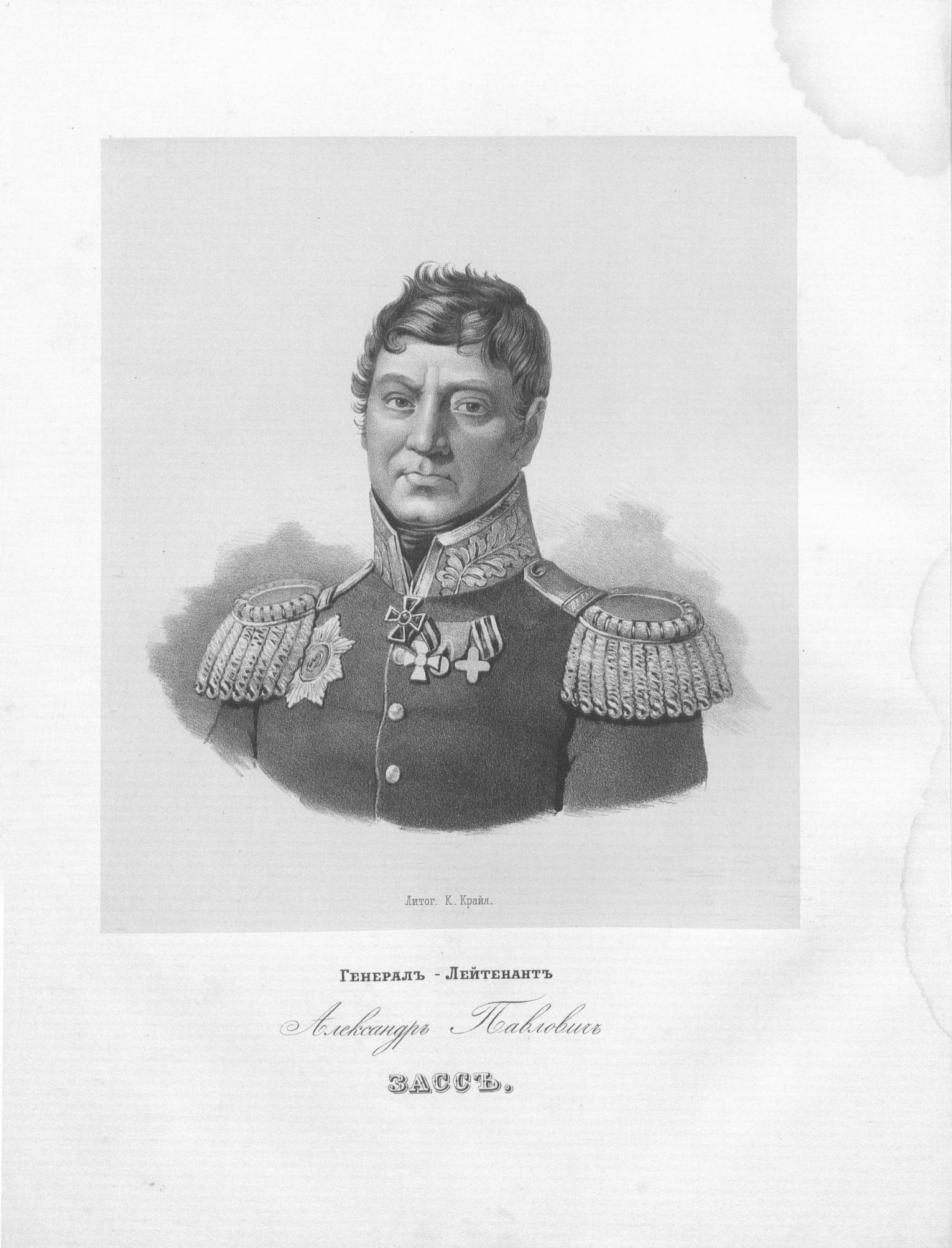
Литография К. Крайя с ошибочной атрибуцией Александру Павловичу Зассу

В 1840 годы в мастерской К. Крайя с портрета была сделана литография, опубликованная в книге «Император Александр I и его сподвижники» и впоследствии неоднократно репродуцированная, причём помещена она была в статью об Александре Павловиче Зассе с соответствующей подписью, тогда как портрет последнего на самом деле вообще отсутствует в Военной галерее. С этого времени распространилась ошибка в атрибуции портрета — он стал публиковаться как портрет А. П. Засса и даже в Эрмитаже он был приписан ему. Глинка и Помарнацкий и вовсе сочли, что это портрет Андрея Павловича Засса . И, наконец, А. М. Горшман в «Словаре русских генералов» первым правильно атрибутировал портрет. Путаница была подробно разобрана и окончательно устранена в статье А. В. Кибовского . Хранитель британской живописи в Эрмитаже Е. П. Ренне поддержала атрибуцию Горшмана и Кибовского.